# Daniel Huber
Daniel Huber, avstrijski smučarski skakalec, * 2. januar 1993, Salzburg, Avstrija.
Huber je član kluba SC Seekirchen-Salzburg in avstrijske državne reprezentance. V svetovnem pokalu je debitiral 31. januarja 2016, ko je na tekmi v Saporu zasedel 35. mesto. Na svoji drugi tekmi 4. januarja 2017 v Innsbrucku na Turneji štirih skakalnic se je prvič uvrstil med dobitnike točk s 30. mestom. 19. novembra 2017 se je s šestim mestom prvič uvrstil v prvo deseterico na tekmi v Wisłi, 25. istega meseca pa je bil četrti v Ruki. Prvo uvrstitev na stopničke je dosegel 15. decembra 2018 s tretjim mestom na tekmi v Engelbergu, prvo zmago pa je dosegel 6. januarja 2022 na četrti tekmi Turneje štirih skakalnic v Bischofshofnu. Po sezoni 2022/23 brez osvojene točke, je sezono 2023/24 končal z zmagama na letalnicah Vikersundbakken in bratov Gorišek ter osvoji mali kristalni globus za Svetovni pokal v smučarskih poletih in seštevek Planica7. Na Zimskih olimpijskih igrah 2022 je dosegel 13. mesto na srednji in 20. na veliki skakalnici posamično ter zlato medaljo na ekipni tekmi. Na svetovnih prvenstvih je nastopil v letih 2019 in 2021 ter obakrat osvojil srebrno medaljo na ekipni tekmi, posamično pa je najboljšo uvrstitev dosegel leta 2021 z osmim mestom na veliki skakalnici.